# Клосово (Західнопоморське воєводство)
Клосово (пол. Kłosowo, нім. Hansfelde) — село в Польщі, у гміні Валч Валецького повіту Західнопоморського воєводства.
Населення — 128 осіб (2011).

## Демографія
Демографічна структура станом на 31 березня 2011 року:
|          | Загалом | Допрацездатний вік | Працездатний вік | Постпрацездатний вік |
| -------- | ------- | ------------------ | ---------------- | -------------------- |
| Чоловіки | 67      | 21                 | 41               | 5                    |
| Жінки    | 61      | 14                 | 32               | 15                   |
| Разом    | 128     | 35                 | 73               | 20                   |